# Ovis orientalis orientalis
El muflón asiático (Ovis orientalis orientalis) es una subespecie de Ovis orientalis. Es el antepasado del muflón europeo (Ovis orientalis musimon) y de todas las razas de oveja doméstica.

## Descripción
El muflón asiático tiene un pelaje de color pardo rojizo, volviéndose blanquecino en morro, ojos, mitad inferior de las patas, glúteos y vientre. Los machos son más grandes y robustos que las hembras y están dotados de grandes cuernos que se curvan a ambos lados de la cabeza; las hembras, en cambio, no presentan cuernos.

## Distribución
Hoy en día el muflón asiático habita el Cáucaso, norte de Irak, noroeste de Irán y algunos puntos de Turquía. Originariamente su distribución se extendía por toda Anatolia, la Península de Crimea y los Balcanes.
El muflón asiático fue domesticado en Oriente Próximo hacia el VII milenio a. C. y fue introducido en las islas de Córcega, Cerdeña, Rodas y Chipre durante el periodo Neolítico, donde se escaparon a las montañas interiores de aquellas islas y se asilvestraron, dando lugar a la subespecie conocida como muflón europeo.
Su hábitat es la "Timberline", es decir el ecotono entre los bosques de montaña y la estepa de alta montaña. En invierno migran a altitudes menores.